# Aedh mac Felim Ó Conchobair
Aedh mac Felim Ua Conchobair, también conocido como Aodh na nGall, fue Rey de Connacht desde 1265 hasta su muerte el 3 de mayo de 1274. Se le atribuye el haber detenido la expansión Normanda en Connacht.

## Reinado
Aedh sucedió a su padre Felim como Rey de Connacht después de la muerte de éste en 1265. A diferencia de su padre, Aedh no favoreció la creación de lazos diplomáticos con los normandos. Incluso durante el reinado de su padre encabezó ataques a los asentamientos normandos. Cuando se convirtió en rey, estos ataques continuaron.
En 1259, Aedh se casó con una hija de Dubhghall mac Ruaidhrí, Rey de Argyll y las Islas, cuya dote incluía 160 gallowglass, mandados por el hermano menor de Dubhghall, Ailéan.

## Batalla de Áth-an-Chip
En 1269 Robert d'Ufford, el nuevo justiciar en Irlanda, empezó a construir un castillo en Roscommon. Su lugarteniente dirigió un ejército al otro lado del Shannon, uniéndose con su aliado Walter de Burgh, Conde de Ulster. Mantuvieron negociaciones con Aedh que resultaron infructuosas. Retrocedieron, con el ejército de Aedh aconsándoles a lo largo del camino. Cuándo de Burgh intentó vadear el Shannon en Áth-an-Chip, el ejército de Aedh les alcanzó y les diezmó. Aedh prosiguió sus ataques y destruyó el castillo de Roscommon.

## Muerte
Aedh murió el 3 de mayo de 1274. No hay ninguna mención a los hijos de Aedh en los anales y fue sucedido por su hermano Aedh Muimhnech como rey. Después de la muerte de Aedh, Connacht se vio inmerso en una Guerra Civil. Entre 1274 y 1315 hubo trece Reyes de Connacht; nueve de estos reyes fueron asesinados por un hermano o primo y dos fueron depuestos. Esto debilitó a Connacht y le dejó imposibilitado para resistir ataques normandos.